# XI Giochi panamericani
Gli XI Giochi panamericani si svolsero a L'Avana, Cuba, dal 2 al 18 agosto 1991. Per la seconda volta dalla nascita dei Giochi, nel medagliere finale gli Stati Uniti furono superati dalla nazione di casa, dopo che nella prima edizione era stata l'Argentina a sopravanzare gli statunitensi.

## Assegnazione
Cuba, in sostituzione di Santiago del Cile, inizialmente candidata ad ospitare i Giochi ma che rinunciò già nel 1983, avrebbe voluto organizzare la manifestazione nel 1987, assegnata poi a Indianapolis, ma ottenne la promessa del presidente della Odepa, il messicano Mario Vázquez Raña, che avrebbe ottenuto l'assegnazione per l'edizione del 1991. Oltre che nella capitale, sei sport si disputarono anche nella seconda città del paese, Santiago di Cuba.

## I Giochi

### Paesi partecipanti
- Antigua e Barbuda
- Antille Olandesi
- Argentina
- Aruba
- Bahamas
- Barbados
- Belize
- Bermuda
- Bolivia
- Brasile
- Isole Vergini Britanniche
- Canada
- Isole Cayman
- Cile
- Colombia
- Costa Rica
- Cuba
- El Salvador
- Ecuador
- Grenada
- Guatemala
- Guyana
- Haiti
- Honduras
- Giamaica
- Messico
- Nicaragua
- Panama
- Paraguay
- Perù
- Porto Rico
- Rep. Dominicana
- Saint Vincent e Grenadine
- Suriname
- Trinidad e Tobago
- Uruguay
- Stati Uniti
- Venezuela
- Isole Vergini Americane

### Sport
Nel programma dei Giochi erano presenti 33 sport, con il bowling che fece il suo debutto in questa edizione.
- Atletica leggera
- Baseball
- Calcio
- Nuoto
- Pallacanestro
- Pallanuoto
- Scherma
- Tuffi

## Medagliere
| #      | Nazione                 | Oro | Argento | Bronzo | Totale |
| ------ | ----------------------- | --- | ------- | ------ | ------ |
| 1      | Cuba                    | 140 | 62      | 63     | 265    |
| 2      | Stati Uniti             | 130 | 125     | 97     | 352    |
| 3      | Canada                  | 22  | 46      | 59     | 127    |
| 4      | Brasile                 | 21  | 21      | 37     | 79     |
| 5      | Messico                 | 14  | 23      | 38     | 75     |
| 6      | Argentina               | 11  | 15      | 29     | 55     |
| 7      | Colombia                | 5   | 15      | 21     | 41     |
| 8      | Venezuela               | 4   | 14      | 20     | 38     |
| 9      | Porto Rico              | 3   | 13      | 11     | 27     |
| 10     | Cile                    | 2   | 1       | 7      | 10     |
| 11     | Giamaica                | 2   | 1       | 5      | 8      |
| 12     | Suriname                | 1   | 2       | 1      | 4      |
| 13     | Trinidad e Tobago       | 1   | 1       | 0      | 2      |
| 14     | Costa Rica              | 1   | 0       | 1      | 2      |
| 15     | Rep. Dominicana         | 0   | 5       | 4      | 9      |
| 16     | Guatemala               | 0   | 1       | 5      | 6      |
| 17     | Nicaragua               | 0   | 1       | 2      | 3      |
| 18     | Ecuador                 | 0   | 1       | 1      | 2      |
| 18     | Bahamas                 | 0   | 1       | 1      | 2      |
| 20     | Uruguay                 | 0   | 1       | 0      | 1      |
| 20     | Panama                  | 0   | 1       | 0      | 1      |
| 20     | Bolivia                 | 0   | 1       | 0      | 1      |
| 24     | Perù                    | 0   | 0       | 3      | 3      |
| 24     | Isole Vergini Americane | 0   | 0       | 2      | 2      |
| 24     | Guyana                  | 0   | 0       | 2      | 2      |
| 27     | Haiti                   | 0   | 0       | 1      | 1      |
| Totale | Totale                  | 357 | 351     | 410    | 1118   |